# Synagoge (Weikersheim)

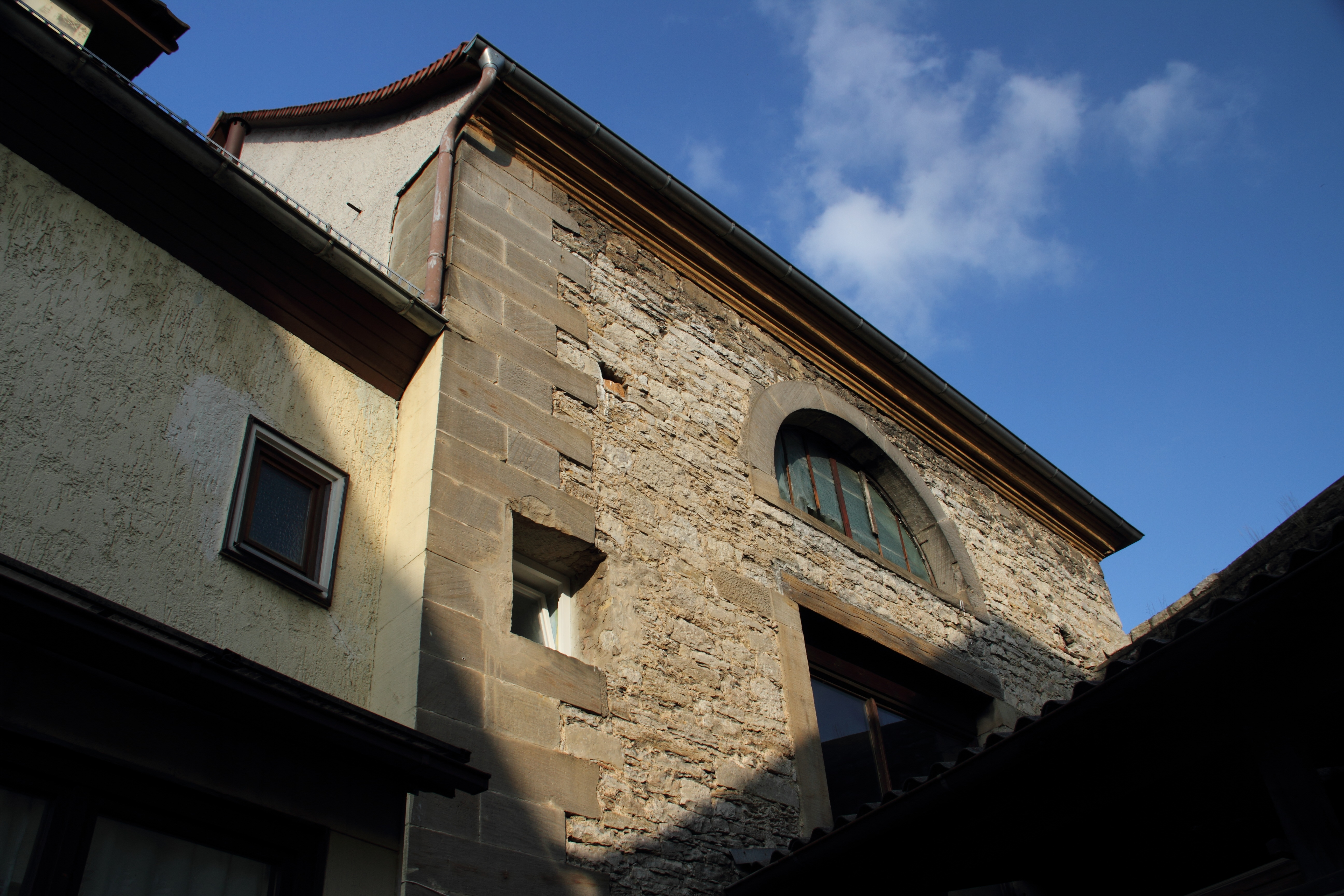
Synagoge in Weikersheim

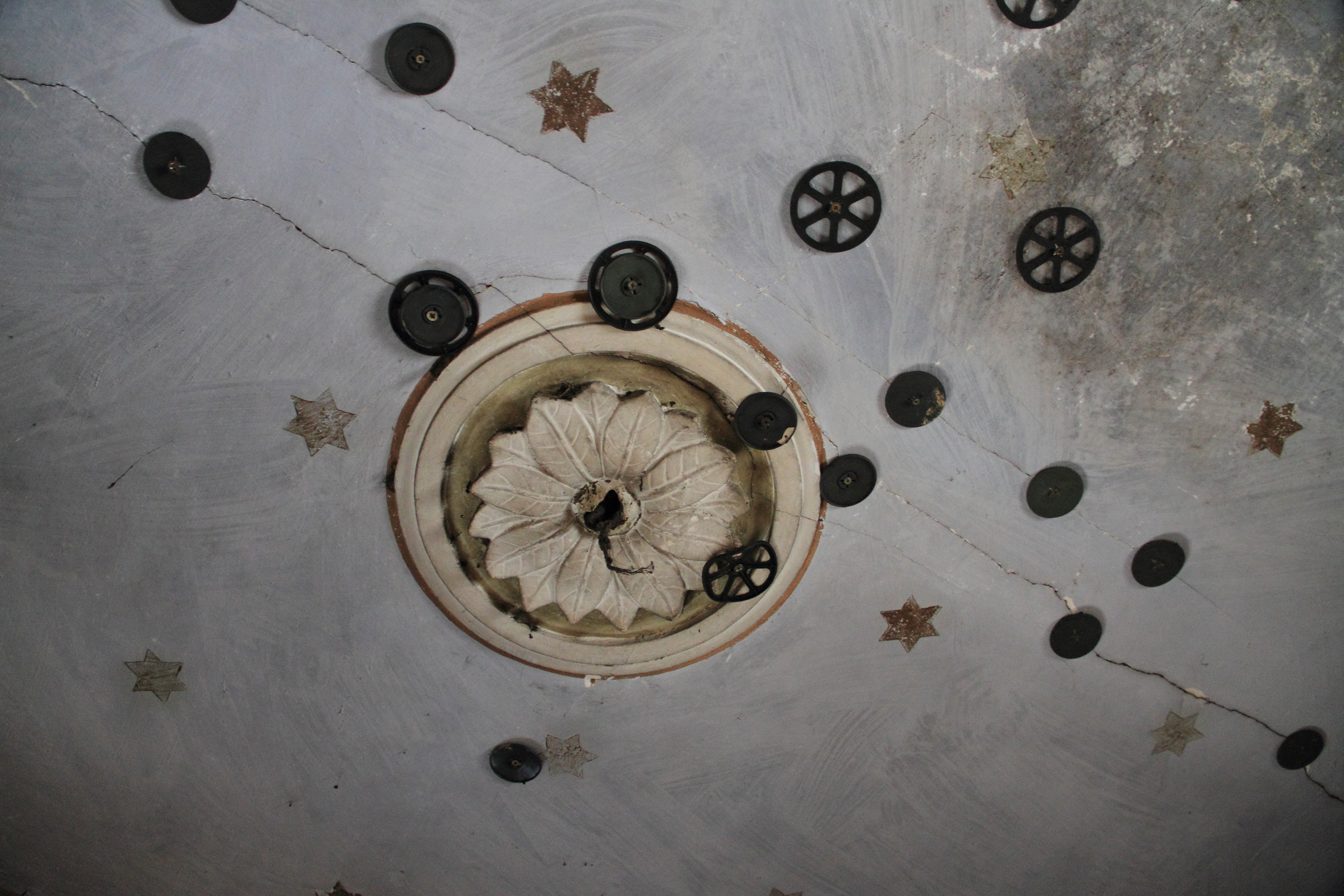
Decke

Die Synagoge in Weikersheim, einer Stadt im Main-Tauber-Kreis im fränkisch geprägten Nordosten Baden-Württembergs, wurde 1824/25 errichtet. Die profanierte Synagoge an der Wilhelmstraße 16 ist ein geschütztes Kulturdenkmal.

## Geschichte
1688 wurde eine erste Synagoge in Weikersheim gebaut und seit 1697 war ein Rabbiner angestellt.
Der Hofagent Ezechiel Pfeiffer (1766–1827) ließ als Vorsteher der jüdischen Gemeinde Weikersheim 1824/25 die neue Synagoge (Hintergebäude zur Wilhelmstraße 16) samt dem späteren Rabbinatshaus errichten. In der Weikersheimer Synagoge wurden von der immer kleiner werdenden jüdischen Gemeinde bis 1928 Gottesdienste abgehalten. 
Beim Novemberpogrom 1938 wurde der Innenraum der Synagoge durch auswärtige SA-Männer demoliert. Das Gebäude blieb erhalten und diente als Schreinerei. In den 1950er Jahren wurde in der ehemaligen Synagoge eine Zwischendecke eingezogen. Darüber ist bis heute die flach verputzte Decke mit stuckierten Rosetten und eine mehrfarbige Bemalung mit einem Sternenhimmel erhalten.